# Catedral de San Rosendo (Pinar del Río)
La Catedral de San Rosendo o bien la Catedral de Pinar del Río es la sede del obispo de la Diócesis de Pinar del Río, una localidad de la isla caribeña de Cuba.
La otrora Iglesia Parroquial de San Rosendeo fue construida en el siglo XIX, siglo en el que se fundó la actual ciudad de Pinar del Río. La Diócesis de Pinar del Río fue creada por el papa León XIII el 20 de febrero de 1903. La iglesia fue consagrada como Catedral el 11 de diciembre de 1914.